# San Antonio Challenger 2002
Il San Antonio Challenger 2002 è stato un torneo di tennis facente parte della categoria ATP Challenger Series nell'ambito dell'ATP Challenger Series 2002. Il torneo si è giocato a San Antonio negli Stati Uniti dal 21 al 27 ottobre 2002 su campi in cemento.

## Vincitori

### Singolare
Mardy Fish ha battuto in finale  Jack Brasington con il punteggio di 6–3, 7–5

### Doppio
Diego Ayala /  Robert Kendrick hanno battuto in finale  Hugo Armando /  Dušan Vemić con il punteggio di 6–2, 6–4